# Sieben Glücksgötter
Die Sieben Glücksgötter (jap. 七福神 Shichi Fukujin) sind ein aus der Muromachi-Zeit stammendes Ensemble von glücksbringenden japanischen Göttern, die ursprünglich meist aus anderen religiösen Traditionen als dem einheimischen Shintō stammen (siehe Acht Unsterbliche).
Sie verdeutlichen den in der japanischen Religion typischen Synkretismus (siehe Shinbutsu-Shūgō).

## Neujahr
Der Sage nach laufen die sieben Glücksgötter am Neujahrstag auf ihrem „Schatzschiff“ (宝船 Takarabune) in den Hafen ein.
Dieses Schiff trägt sieben immaterielle Schätze: Klugheit, Wissen, Erfahrung, Gelehrsamkeit, Tapferkeit, Wohlstand und langes Leben und Glück und Zufriedenheit;
aber auch fünf materielle Schätze: den unerschöpflichen Geldbeutel, den unsichtbar machenden Hut, den Glücksmantel, den hölzernen Hammer des Reichtums und die geisterjagende Ratte.
In den Tagen nach Neujahr suchen viele Japaner die Schreine der Sieben Glücksgötter auf. Auch legt man sich am ersten Tag des neuen Jahres ein Bild von ihnen oder von Takarabune unter das Kopfkissen, um auf diese Weise zu glückverheißenden Träumen zu kommen, besonders wenn man dabei vom Fuji, Falken oder Auberginen träumt (Hatsuyume).

## Liste
| Bild | Name       | Kanji  | Funktion                                                       | Bemerkung                                                                                      |
| ---- | ---------- | ------ | -------------------------------------------------------------- | ---------------------------------------------------------------------------------------------- |
|      | Daikoku    | 大黒   | Erde, Wohlstand, Landwirtschaft, Hochwasserschutz, Küche       | Tenbu: abgeleitet von der tantristischen Gottheit Mahakala, seit dem 9. Jh. in Japan bekannt   |
|      | Ebisu      | 恵比須 | Fischerei, Glück und erfolgreicher Handel                      | Shintō: dort auch bekannt als Kotoshiro-nushi-no-kami und Hiruko                               |
|      | Benten     | 弁天   | Musik, hohe Künste, Rede, Literatur, Wasser                    | Tenbu: abgeleitet von der indischen Flussgottheit Sarasvati                                    |
|      | Bishamon   | 毘沙門 | Schatz, Krieg, Krieger; buddhistischer Wächtergott des Nordens | Tenbu und einer der Shitennō: abgeleitet von der indischen Gottheit Vaisravana                 |
|      | Fukurokuju | 福禄寿 | Weisheit und langes Leben                                      | Xian: Ursprünge im chinesischen Daoismus                                                       |
|      | Jurōjin    | 寿老人 | Langes Leben                                                   | Xian: Ursprünge im chinesischen Daoismus                                                       |
|      | Hotei      | 布袋   | Zufriedenheit und Seligkeit                                    | Buddha: aus dem chinesischen Chan-Buddhismus (dort Putai bzw. Budai); Inkarnation von Maitreya |

Quelle: Ostasienlexikon – Ostasieninstitut